# Seznam novozelandskih politikov
Seznam novozelandskih politikov.

## A
- Jim Anderton
- Jacinda Ardern

## B
- Paula Bennett
- Georgina Beyer
- Jim Bolger
- sir Michael Hardie Boys
- Simon Bridges
- Gerry Brownlee
- Robert Muldoon

## C
- Silvia Cartwright
- David Caygill
- Helen Clark
- Judith Collins
- Pippa Coom
- Wyatt Creech
- Michael Cullen

## D
- Kelvin Davis
- Sir Roger Douglas

## E
- Bill English

## F
- Chris Finlayson
- William Fox

## G
- Julie Anne Genter
- Peter Goodfellow
- Thomas Gore Browne

## H
- Michael Hardie Boys
- Laila Harré
- Edward Hay Drummond Hay
- Chris Hipkins
- Keith Holyoake

## K
- Nikki Kaye
- John Key
- Judy Kirk
- Cindy Kiro

## L
- David Lange
- Andrew Little
- Christopher Mark Luxon

## M
- Don McKinnon
- Mike Moore
- Sir Dove-Myer Robinson
- Sir Robert Muldoon
- Todd Muller

## P
- sir Geoffrey Palmer
- David Parker
- Winston Peters

## R
- Patsy Reddy
- sir Paul Reeves
- Ruth Richardson
- Grant Robertson
- sir Bill Rowling

## S
- Michael Joseph Savage
- Richard Seddon
- Carmel Sepuloni
- Henry Sewell
- Jenny Shipley
- Edward Stafford

## T
- Fletcher Hoporona Tabuteau
- Catherine Tizard
- Tariana Turia

## U
- Louise Upston

## V
- Sir Julius Vogel

## W
- George Waterhouse (premier Avstralije in nato Nove Zelandije)
- Nicola Willis
- Sylvia Wood